# Gabriel Celaya

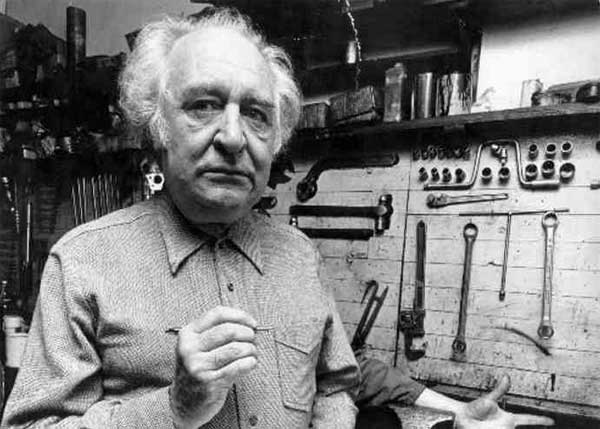
Gabriel Celaya

Rafael Gabriel Juan Múgica Celaya Leceta Cendoya (* 18. März 1911 in Hernani; † 18. April 1991 in Madrid) war ein spanischer Schriftsteller und Lyriker der Nachkriegsgeneration. Er war einer der bekanntesten Vertreter der spanischen „poesía social“.
Celaya besuchte von 1918 bis 1927 das Marianisten-Kolleg in San Sebastián und absolvierte danach bis 1935 ein Ingenieurstudium in Madrid. Er lernte in dieser Zeit Künstler wie Federico García Lorca, Luis Buñuel, Salvador Dalí, José Ortega y Gasset, José Moreno Villa, Miguel de Unamuno, Emilio Prados, Juan Ramón Jiménez und Pablo Neruda kennen und veröffentlichte 1935 unter dem Namen Rafael Mugica seinen ersten Gedichtband Marea del silencio.
Ab 1936 nahm er als Freiwilliger der Republikanischen Truppen am Spanischen Bürgerkrieg teil und kam 1937 beim Fall von Bilbao in Gefangenschaft. Ab 1939 übernahm er die Leitung des elterlichen Unternehmens und verstummte als Schriftsteller. Erst 1946 meldete er sich mit Tentativas wieder zu Wort. Im Folgejahr gab er die Gedichtsammlung Norte heraus und gründete die Zeitschrift Egan. Er übersetzte Werke von Rainer Maria Rilke, Arthur Rimbaud, Paul Éluard und William Blake, schrieb Artikel für Zeitschriften wie La Voz de España, Manantial und Espadaña und veröffentlichte Lyrik unter den Namen Rafael Múgica und Juan de Leceta.
1956 verließ er den Betrieb seiner Familie und ließ sich in Madrid als Schriftsteller nieder. Neben Übersetzungen von Eluard und eigenen Werken erschienen in den 1950er Jahren mehrere Bücher in Zusammenarbeit mit Amparo Gastón. 1963 wurde er für den Gedichtband Versos de otoño mit dem Premio Atalaya de Poesía ausgezeichnet. 1965 lernte er den kubanischen Dichter Nicolás Guillén kennen und unternahm in den folgenden beiden Jahren zwei Kubareisen.
1968 wurde Celaya für sein dichterisches Werk mit dem Premio Internacional Etna Taormina ausgezeichnet. 1969 erschienen seine Poesías completas, im Folgejahr veröffentlichte er mit Phyllis Turnbull Castilla, a cultural reader. Im Jahr 1976 ernannte ihn die Real Sociedad Vascongada de Amigos del País zum Ehrenmitglied. Als Kandidat der Kommunistischen Partei trat er 1977 bei den ersten Wahlen zum Provinzialparlament von Gipuzkoa an. 1986 wurde er vom spanischen Kultusministerium mit dem Nationalpreis für Literatur ausgezeichnet, im Folgejahr veranstaltete die Nationalbibliothek in Madrid die Ausstellung Noticia de Gabriel Celaya. Die Stadt San Sebastián verlieh ihm 1990 den Tambor de Oro.

## Werke
- Lyrik
  - Marea del silencio, 1935
  - La soledad cerrada, 1947
  - Movimientos elementales, 1947
  - Tranquilamente hablando, 1947
  - Objetos poéticos, 1948
  - El principio sin fín, 1949
  - Se parece al amor, 1949
  - Las cosas como son, 1949
  - Deriva, Alicante, 1950
  - Las cartas boca arriba, 1951
  - Lo demás es silencio, 1952
  - Paz y concierto, 1953
  - Ciento volando (mit Amparo Gastón), 1953
  - Vía muerta, 1954
  - Cantos iberos, 1955
  - Coser y cantar (mit Amparo Gastón), 1955
  - De claro en claro, 1956
  - Entreacto, 1957
  - Las resistencias del diamante, 1957
  - Música celestial (mit Amparo Gastón), 1958
  - Cantata en Aleixandre, 1959
  - El corazón en su sitio, 1959
  - Para vosotros dos, 1960
  - Poesía urgente, 1960
  - La buena vida, 1961
  - Los poemas de Juan de Leceta, 1961
  - Rapsodia eúskara, 1961
  - Episodios nacionales, 1962
  - Mazorcas, 1962
  - Versos de otoño, 1963
  - Dos cantatas, 1963
  - La linterna sorda, 1964
  - Baladas y decires vascos, 1965
  - Lo que faltaba, 1967
  - Poemas de Rafael Múgica, 1967
  - Los espejos transparentes, 1968
  - Canto en lo mío, 1968
  - Poesías completas, 1969
  - Operaciones poéticas, 1971
  - Campos semánticos, 1971
  - Dirección prohibida, 1973
  - Función de Uno, 1973
  - El derecho y el revés, 1973
  - La hija de Arbigorriya, 1975
  - Buenos días, buenas noches, 1978
  - Parte de guerra, 1977
  - Poesías completas (Tomo I-VI), 1977–80
  - Iberia sumergida, 1978
  - Poemas órficos, 1981
  - Penúltimos poemas, 1982
  - Cantos y mitos, 1984
  - Trilogía vasca, 1984
  - El mundo abierto, 1986
  - Orígenes / Hastapenak, 1990
  - Poesías completas, 2001–04
- Essays
  - El arte como lenguaje, 1951
  - Poesía y verdad, 1959
  - Juan Manuel Caneja, 1959
  - Exploración de la poesía, 1964
  - Castilla, a cultural reader (mit Phyllis Turnbull), 1960
  - Inquisición de la poesía, 1972
  - La voz de los niños, 1972
  - Bécquer, 1972
  - Los espacios de Chillida, 1974
  - Lo que faltaba de Gabriel Celaya, 1984
  - Reflexiones sobre mi poesía, 1987
  - Ensayos literarios, 2009
- Prosa
  - Tentativas, 1946
  - Lázaro calla, 1949
  - Penúltimas tentativas, 1960
  - Lo uno y lo otro, 1962
  - Los buenos negocios, 1965
  - Memorias inmemoriales, 1980
- Drama
  - El relevo, 1963
  - Ritos y farsas. Obra teatral completa, 1985